# ۱۰۶۴ (خورشیدی)
۱۰۶۴ هزار و شصت و چهارمین سال هجری خورشیدی است.